# Canariomys
Canariomys és un gènere de rosegadors murins extints que visqueren a les illes de Tenerife i Gran Canària, a l'arxipèlag canari (Espanya).
Aquestes «rates gegants» podien pesar fins a 1,5 kg, el que les fa extraordinàriament grans en comparació amb les seves homòlogues europees. Les dues espècies tenien una dieta similar, herbívora.

## Taxonomia
- Canariomys bravoi (Tenerife, Plistocè)
- Canariomys tamarani (Gran Canaria, Holocè)